# 阿巴嘎旗
阿巴嘎旗是中华人民共和国内蒙古自治区锡林郭勒盟下辖的一个旗，旗人民政府驻别里古台镇。

## 历史
阿巴嘎旗辖境，汉代为上谷郡北境；晋代为拓拔氏地；隋、唐时属突厥汗国；辽为上京道西境；金属北京路西北境；元属上都路；明为察哈尔万户地，阿巴嘎旗由东部蒙古的阿巴噶部演变而来。“阿巴嘎”系蒙古语音译，意为“叔叔”。因部落首领为成吉思汗同父异母弟别里古台后裔，所以部落称“阿巴嘎”部。17世纪，清廷先后设阿巴嘎右翼旗、阿巴嘎左翼旗、阿巴哈纳尔右翼旗、阿巴哈纳尔左翼旗建制，均为世袭罔替的札萨克统治。隶属于锡林郭勒盟。
辛亥革命后，民国北洋政府保留了蒙古王公的封建统治地位和待遇。中国抗战爆发后，随锡盟归属蒙疆聯合自治政府。1945年被苏蒙联军从日军手中解放。1946年春，中共在阿巴嘎草原开辟工作，建立新政府。1947年开始，阿巴嘎旗隶属内蒙古自治政府（後为内蒙古自治区）。
1948年，阿巴嘎右、阿巴哈纳尔右旗合并为西部联合旗，阿巴嘎左、阿巴哈纳尔左旗合并为中部联合旗。1952年，中、西部联合旗合并为西部联合旗，旗政府驻地在汉贝庙。1956年7月改为阿巴嘎旗。

## 地理

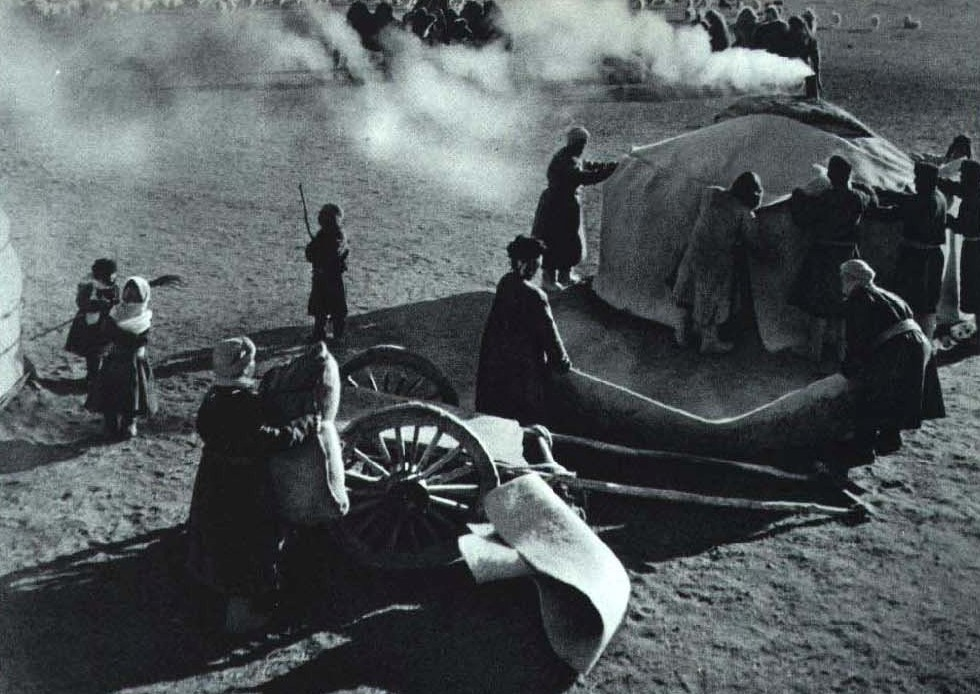
1964年 阿巴嘎旗蒙古包

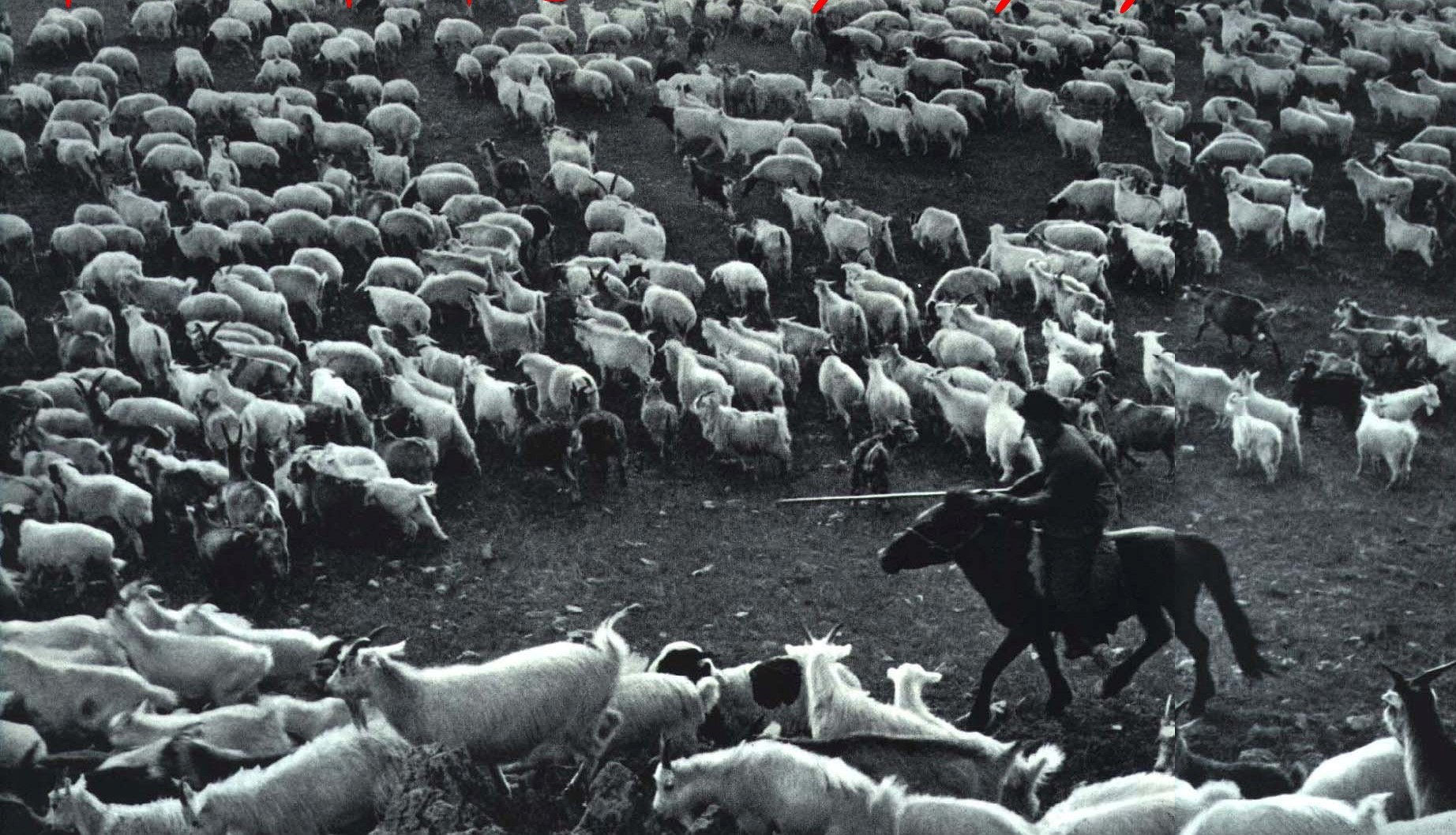
1964年 阿巴嘎旗羊群

阿巴嘎旗面积2.7万平方公里，系蒙古高原低山丘陵地，以低山阶状高平原、台地、丘陵为主体，兼有多种地貌单元组成的地区，没有明显的山脉和沟壑，地势呈波状起伏。地形东北高西南低，海拔960－1500米，最高点海拔1648米。
阿巴嘎旗地处中纬度西风气流带内，属中温带半干旱大陆性气候。年平均气温0.7℃，年平均地温2.8℃。年平均相对湿度59%，年平均日照时数3126.4小时，年平均降水量244.7毫米。年平均无霜期103天，降雪期217天，年平均风速3.5米/秒 。
阿巴嘎旗因雨量稀少，只能利用其草地發展畜牧業。

## 人口
根據第七次人口普查數據，截至2020年11月1日零時，阿巴嘎旗常住人口為38589人。
截至2022年末，阿巴嘎旗户籍人口4.25萬人。

## 旅游
阿巴嘎旗自然景点有沙漠花园乌里雅斯台、成吉思宝格都山、自治区四大淡水湖之一的呼尔查干诺尔等。
人文景观有古刹遗风杨都庙、沧桑磅礴的金界壕、庄严神秘的突厥石人等。

## 行政区划
阿巴嘎旗下辖3个镇、4个苏木：
别力古台镇、洪格尔高勒镇、查干淖尔镇、那仁宝拉格苏木、伊和高勒苏木、吉尔嘎郎图苏木、巴彦图嘎苏木和玛尼图煤矿。

## 交通
- 331国道过境。